# Tæt tørvemos
Tæt tørvemos (Sphagnum compactum) er en art i slægten tørvemos. Den har sin naturlige udbredelse Afrika, Europa, Sibirien, Nordamerika, Sydøstasien, Australien og New Zealand. I Danmark findes den hist og her, hvor levestedet er velegnet, dvs med fuldt lys på hedemoser eller højmoser med surt, stående vand og lavt næringsindhold.

## Beskrivelse
Tæt tørvemos danner tætte og kompakte, hvælvede tuer. Plantens centrale stængel er lysebrun til rent brun og rund i tværsnit. Stængelbladene er små, trekantede og oppustede (sukkulentagtige). Sidegrenene er korte, og grenbladene er udadbøjede og oppustede med en but, bådformet spids. Plantens farve er lysegrøn eller blegt olivengrøn.

## Hjemsted
Tæt tørvemos har hjemme i Afrika, Europa, Sibirien, Nordamerika, Sydøstasien, Australien og New Zealand. Alle steder foretrækker den vedvarende våde voksesteder i fuldt lys og med lavt pH og ringe næringsindhold. I Danmark er den almindelig i hedemoser og højmoser i Vestjylland, mens den kun ses sjældent i resten af landet.
I New Forest sydvest for Southampton er hen mod 10 % af arealet dækket af hedeagtige og vandlidende eller helt vanddækkede partier. Her vokser arten sammen med bl.a. blåtop, brun næbfrø, børstesiv, hedelyng, klokkelyng, liden soldug, liden ulvefod, rundbladet soldug, skebladet tørvemos og tuekogleaks

## Galleri
|  |

## Note
1. 1 2  Fugle og Natur: tæt tørvemos
2. ↑  Forestry Commission: ’’ The new Forest Heathlands’’ Arkiveret 8. oktober 2012 hos  Wayback Machine – grundig og argumenterende gennemgang af disse moseområder (på (engelsk))